# Peter Hennicke

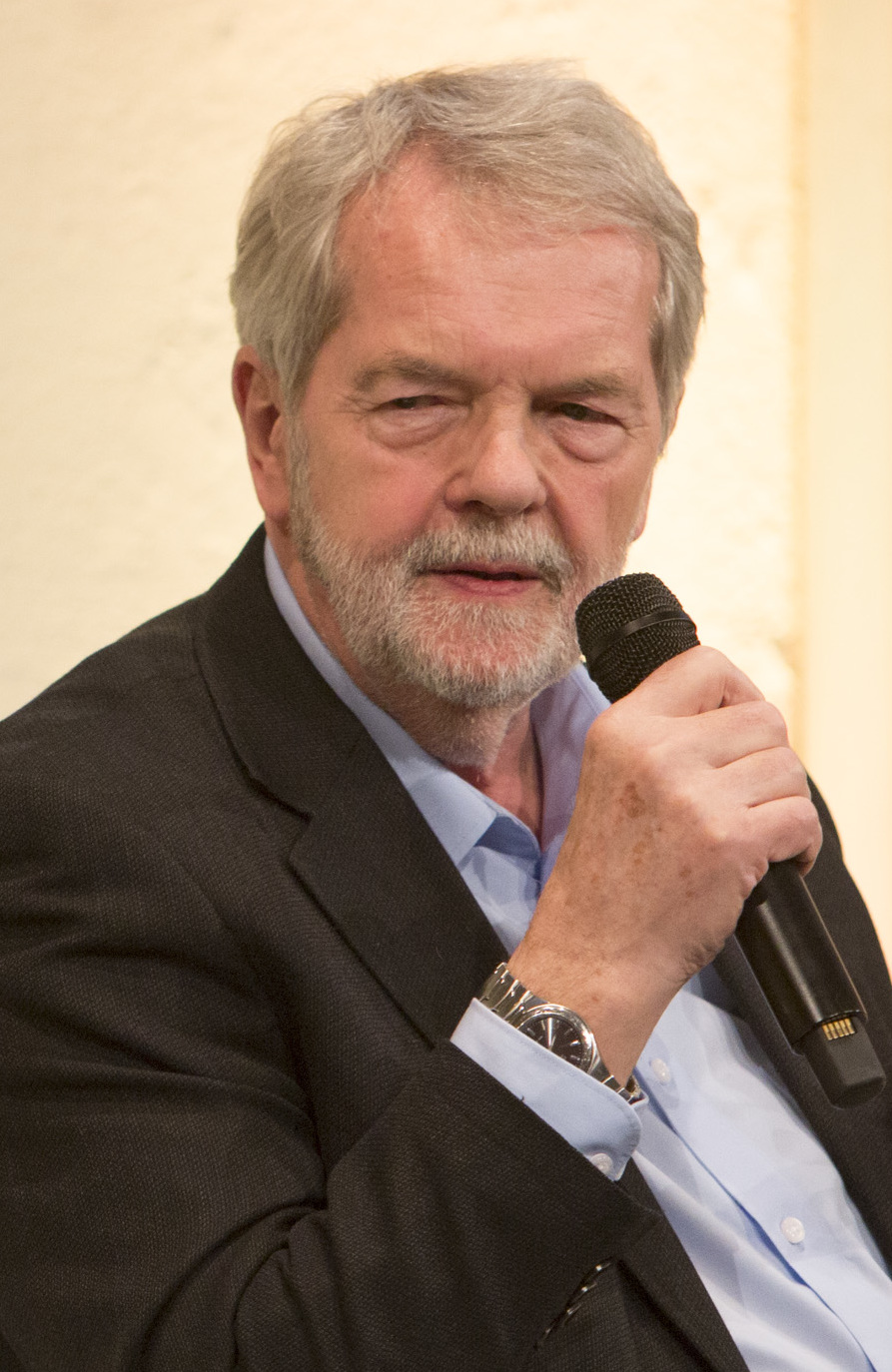
Peter Hennicke, 2015

Peter Hennicke (* 18. Januar 1942) ist ein deutscher Ökonom und Hochschullehrer. Zwischen 2003 und 2008 war er Präsident des Wuppertal Instituts für Klima, Umwelt, Energie.

## Leben
Peter Hennicke studierte Volkswirtschaftslehre und Chemie an der Universität Heidelberg. Als wissenschaftlicher Assistent an den Universitäten Osnabrück und Heidelberg befasste er sich mit der Forschung und der Lehre von Wirtschafts- und Entwicklungstheorien und auch mit Wirtschafts- und Energiepolitik.
In seiner Tätigkeiten als Referent für Grundsatzfragen der Energiepolitik im Hessischen Ministerium für Umwelt und Energie und in der Unternehmensplanung eines regionalen Versorgungsunternehmens sammelte Hennicke praktische Erfahrung bei der Umsetzung und anwendungsbezogenen Weiterentwicklung energiewirtschaftlicher Konzepte.
An der Fachhochschule Darmstadt war er von 1988 bis 1992 als Professor tätig. Im Freiburger Öko-Institut e. V. – Institut für angewandte Ökologie war Hennicke langjähriges Mitglied des Vorstandes.
In den Jahren von 1987 bis 1994 war Hennicke Mitglied der Enquete-Kommissionen des Bundestages Vorsorge zum Schutz der Erdatmosphäre und Schutz der Erdatmosphäre.
Am Wuppertal Institut für Klima, Umwelt, Energie wurde er 1992 Direktor der Abteilung Energie im Wissenschaftszentrum Nordrhein-Westfalen.
In den Jahren von 2000 bis 2002 war er Mitglied der Enquete-Kommission des Bundestages Nachhaltige Energieversorgung unter den Bedingungen der Globalisierung und der Liberalisierung.
Am 1. November 2000 trat Hennicke die Nachfolge von Ernst Ulrich von Weizsäcker als Amtierender Präsident des Wuppertal Instituts für Klima, Umwelt, Energie an. 2003 wurde er zum Präsidenten des Instituts ernannt. Im Januar 2008 ging er in den Ruhestand, sein Nachfolger wurde zwei Jahre später Uwe Schneidewind.

## Auszeichnungen und Ehrungen
Im März 2014 wurde er in den globalen Thinktank Club of Rome aufgenommen. Ebenfalls 2014 wurde er mit dem Umweltpreis der Bundesstiftung Umwelt ausgezeichnet.
2021 erhielt er den Mittleren Orden der Aufgehenden Sonne am Band (Japan) für den deutschen Co-Vorsitzenden des „German Japanese Energy Transition Council“ (GJETC).

## Werke (Auswahl)

### Bücher
- Die entwicklungstheoretischen Konzeptionen Mao Tse-tungs: historische Grundlagen und sozialökonomische Bedingungen der Entwicklungspolitik der Volksrepublik China (1927–1957), Minerva Publ., München 1978.
- Probleme des Sozialismus und der Übergangsgesellschaften, Peter Hennicke (Hrsg.), Suhrkamp, Frankfurt am Main 1973, ISBN 3-518-00640-1
- Die Energiewende ist möglich, Peter Hennicke, S. Fischer-Verlag, 1985, ISBN 3-10-055205-9
- Energiewirtschaft und Umwelt, Autoren: Helmut Schaefer, Bernd Geiger, Manfred Rudolph, Peter Hennicke, Konrad Buchwald, Economica-Verlag, 1995, ISBN 3-87081-612-0
- Wohlstand durch vermeiden: Mit der Ökologie aus der Krise, Autoren: Michael Müller, Peter Hennicke, Wissenschaftliche Buchgesellschaft, 1994, ISBN 3-534-80156-3
- Den Wettbewerb im Energiesektor planen: Least-cost Planning: Ein neues Konzept zur Optimierung von Energiedienstleistungen, Peter Hennicke, Springer-Verlag, 1991, ISBN 3-540-54157-8
- Das Einsparkraftwerk: Eingesparte Energie neu nutzen, Peter Hennicke, Dieter Seifried, Birkhäuser-Verlag, 1996, ISBN 3-7643-5418-6
- Solarwasserstoff. Energieträger der Zukunft?: Eine Diskussion über langfristige Strategien, Peter Hennicke, Birkhäuser Verlag AG, 1995, ISBN 3-7643-5216-7
- Voller Energie: Vision: die globale Faktor Vier-Strategie für Klimaschutz und Atomausstieg, Amory Lovins, Peter Hennicke, Campus Verlag GmbH, 1999, ISBN 3-593-36038-1
- Weltmacht Energie. Herausforderung für Demokratie und Wohlstand Peter Hennicke, Michael Müller, Hirzel Verlag, Stuttgart, 2005, ISBN 3-7776-1319-3
- Die Klima-katastrophe, Peter Hennicke, Michael Müller, Willy Brandt, Dietz-Verlag, 1989, ISBN 3-8012-3031-7
- Bonusregelung für Kraft-wärme-kopplungs-anlagen, Manfred Fischedick, Peter Hennicke, Stabsabt. der Friedrich-Ebert-Stiftung, 1999, ISBN 3-86077-858-7
- Wa(h)re Energiedienstleistung: Ein Wettbewerbskonzept für die Energieeffizienz- und Solarenergiewirtschaft, Peter Hennicke, Birkhäuser-Verlag, 1999, ISBN 3-7643-6155-7
- Energierevolution: Effizienzsteigerung und erneuerbare Energien als neue globale Herausforderung, Peter Hennicke und Susanne Bodach, herausgegeben vom Wuppertal Institut für Klima, Energie und Umwelt, oekom-Verlag, München 2010, ISBN 978-3-86581-205-6
- Energiewende nach Fukushima: Deutscher Sonderweg oder weltweites Vorbild?, Peter Hennicke, Paul J. J. Welfens, München 2012, ISBN 978-3-86581-318-3.
- mit Hubert Weicker (Hrsg.), Ulrich Bartosch (Hrsg.): Gemeinschaftsprojekt Energiewende: Der Fahrplan zum Erfolg. oekom Verlag, München 2014, ISBN 978-3-86581-668-9.

### Fachaufsätze
- mit Sylvia Borbonusa und Christine Woerlen: The GEF's interventions in the climate change focal area: the contribution to strategies for climate change mitigation and sustainable development. Energy for Sustainable Development 11, Ausgabe 1, (2007) 13–25, doi:10.1016/S0973-0826(08)60560-8.
- mit Manfred Fischedick: Towards sustainable energy systems: The related role of hydrogen. Energy Policy 34, Ausgabe 11, (2006), 1260–1270 doi:10.1016/j.enpol.2005.12.016.
- Scenarios for a robust policy mix: the final report of the German study commission on sustainable energy supply. Energy Policy 32, Ausgabe 15, (2004), 1673–1678, doi:10.1016/S0301-4215(03)00163-0.